# Chickens Come Home
Chickens Come Home, en la versión en español como Politiquerías, es una película de 1931 protagonizada por Stan Laurel y Oliver Hardy, dirigida por James W. Horne y producida por Hal Roach. Se rodó en enero de 1931 y se estrenó el 21 de febrero de 1931. Se trata de una versión de la película muda Love 'em and Weep de 1927.

## Argumento
Ollie vive una vida perfecta: una bella esposa, una hermosa mansión completa con un mayordomo, y ser nominado para alcalde no se queda atrás. Ollie pide a Stan (que estaba en la sala, con un matamoscas)que transcriba un discurso de aceptación. Aparece un viejo amor (Mae Busch), con el objetivo de aprovechar la situación de Ollie: chantajea a Ollie para que le dé dinero por su silencio, o presentará a la prensa una fotografía de Ollie tomada durante su juventud. Los planes de Ollie de llegar a un acuerdo final con la mujer se frustran cuando su esposa (Thelma Todd) entra. Han de tener una cena importante con un juez y su esposa, y al mismo tiempo con la mujer para discutir las condiciones.
Stan entra en la casa de la mujer, disgustada por haber sido engañada, llama a Ollie por teléfono. Ollie promete llegar tan pronto como sea posible. Mientras la mujer está esperando en otra habitación, Stan intercepta la fotografía escandalosa poco después, aunque esto no impide a la mujer que use la otra puerta para salir. Una lucha para que la mujer no entre en su coche es presenciada por un entrometido (Patsy O'Byrne) de la señora Laurel, quien de inmediato se apresura a decirle a la esposa (Norma Drew) que Stan va a la casa del señor Hardy con la mujer.
Mientras tanto, Ollie está pensando en una manera de salir de la casa. En una ocasión, él finge quedarse sin cigarros. Cuando está a punto de ir a la tienda, el mayordomo (Jimmy Finlayson) entra con una caja nueva. Esta buena acción se cumple con una ingrata patada en la espinilla por parte de Ollie, mientras el mayordomo guarda silencio. Todos los intentos de Ollie no funcionan, y el viejo amor con el tiempo llega (con Stan en su camino). Ollie intenta hacerla pasar por la señora Laurel para evitar sospechas de la señora Hardy. Tan pronto como Stan, Ollie, y la mujer están solos, Ollie saca un arma de fuego, amenazando con matar a la mujer y luego suicidarse, lo que la hace desmayarse.
Los chicos tratan de sacarla antes del regreso de la señora Hardy. Tienen a un plan: la señora Hardy vuelve a ver a Stan tomar "la señora Laurel" a casa (en realidad, Ollie llevar a la mujer sobre su espalda, mientras su cabeza se ocultaba con su abrigo). Stan gime cuando ve a la verdadera señora Laurel sonar el timbre de la puerta, y los dos corren de regreso a la guarida para cambiar posiciones. Sr. Hardy intenta llevar a la mujer, pero las mujeres no se dejaan engañar, y la señora Laurel, que lleva un hacha, persigue a su marido.

## Reparto
- Stan Laurel
- Oliver Hardy
- Mae Busch
- Thelma Todd
- Jimmy Finlayson
- Norma Drew
- Patsy O'Byrne

## Versión en español
La versión en español de esta película fue completamente regrabada con los protagonistas interpretando sus líneas en español. Fue ampliada a una hora añadiendo escenas de Abraham Cantú, un mago de vodevil, y Hadji Ali, un regurgitador actuando en la fiesta Hardy. Titulado Politiquerías, la película fue estrenada en los mercados latinoamericanos y españoles.

## Doblajes al español
La película original también está disponible con doblaje al español y ha sido doblada dos veces al español.

### Doblaje original en España
- Félix Benito - Stan Laurel
- Raoul Mourin - Oliver Hardy

### Redoblaje en México
- Ricardo Lezama - Stan Laurel
- Polo Ortín - Oliver Hardy
- Esteban Siller Garza - James Finlayson
- Velia Vegar - Mae Busch